# 宇智村
宇智村（うちむら）は奈良県中部、宇智郡に属していた村。現在は五條市の一部。

## 歴史
- 1889年（明治22年）4月1日 - 町村制の施行により、宇智郡 今井村、岡村、三在村、宇野村、小島村、六倉村が合併し宇智郡宇智村が成立。
- 1957年（昭和32年）10月15日 - 五條町、野原町、牧野村、北宇智村、阪合部村、大阿太村、南阿太村と合併し、五條市が発足。同日宇智村廃止。

## 交通

### 鉄道路線
- 日本国有鉄道
  - 和歌山線

村内に駅は存在しない。

### 道路
- 一級国道24号（現：国道24号）